# Evelyn Dearman
Evelyn Mary Dearman (8 settembre 1908 – 2 dicembre 1993) è stata una tennista britannica.

## Carriera
Nella sua carriera spicca la vittoria del torneo di doppio femminile agli Australian Championships datata 1935, assieme alla connazionale Nancy Lyle.

## Finali del Grande Slam

### Vinte (1)
| Anno | Torneo                   | Superficie | Compagna   | Avversarie in finale             | Punteggio |
| 1935 | Australian Championships | Cemento    | Nancy Lyle | Louie Bickerton Nell Hall Hopman | 6–3, 6–4  |